# Tobias Liljendahl
Tobias Liljendahl, född 10 januari 1995, är svensk professionell ishockeyspelare som spelar för Almtuna IS i Hockeyallsvenskan.